# تووتسنیتس
تووتسنیتس (به لاتین: Tłucznice) یک منطقهٔ مسکونی در لهستان است که در Gmina Karniewo واقع شده‌است.